# Novarupta
Novarupta är en  841 meter hög vulkan som är belägen cirka 270 km sydväst om Alaskas största stad Anchorage. Den hade ett stort utbrott som började 6 juni 1912 och pågick i tre dagar. Utbrottet var det största under 1900-talet och beräknas ha varit dubbelt så kraftigt som utbrottet av Pinatubo i Filippinerna 1991 och tio gånger utbrottet av Mount St Helens 1980 i den amerikanska delstaten Washington.
Utbrottet förorsakade heta askfyllda gasmoln, så kallade pyroklastiska flöden, som medförde att ett cirka 120 kvadratkilometer stort skogsområde förstördes och täcktes av ett upp till 200 meter djupt täcke av aska. Området kallas för De tiotusen rökmolnens dal – The Valley of Ten Thousand Smokes. Av de tusentals rökutsläppen finns i dag endast ett mindre antal kvar. Vulkankratern är i dag täckt av en kalott av stelnad lava. Den är cirka 275 meter i diameter och har en tjocklek på runt 75 meter. På grund av att så stora mängder magma strömmade ut ur underjorden kollapsade en del av Mount Katmai cirka 10 kilometer från utbrottet och förorsakade en 600 meter djup och 3 kilometer vid kratersjö.
Det stora askmolnet var mycket syrahaltigt och medförde att kläder som hängde på tork i Vancouver, som ligger 2 000 kilometer i sydostlig riktning, frättes sönder. Människor som bodde på ön Kodiak Island 200 kilometer från vulkanen fick stora problem med syn och andning. 
Ett stort område runt omkring vulkanen är i dag Mount Katmai naturskyddsområde.

### Vulkanutbrott
- Thera 1625 f.Kr VEI7
- Samalas 1257  VEI7
- Hōeiutbrottet 1707
- Laki 1783  VEI6
- Tambora 1815  VEI7
- Krakatau 1883  VEI6
- Novarupta 1912  VEI6+
- Mount St Helens 1980 VEI5
- Pinatubo 1991 VEI6